# Balmakewan
Balmakewan era un accampamento romano del terzo secolo, creato da Settimio Severo nel nord della Caledonia (attuale Scozia).

## Storia
L'imperatore Settimio Severo, assieme al figlio Caracalla fece l'ultimo tentativo di conquistare tutta la Scozia nel 208. A tale scopo portò circa sei legioni a nord del Vallo Antonino, da lui ristrutturato, nell'attuale Aberdeenshire, creandovi alcuni grandi accampamenti romani. Uno dei maggiori di questi era quello di Balmakewan, ad una mezza giornata di marcia a nord-est del forte di Stracathro. L'accampamento fu abbandonato intorno al 212, subito dopo la morte dell'imperatore, e riscoperto solo nel 1808 dallo storico scozzese Chalmers.

## Caratteristiche

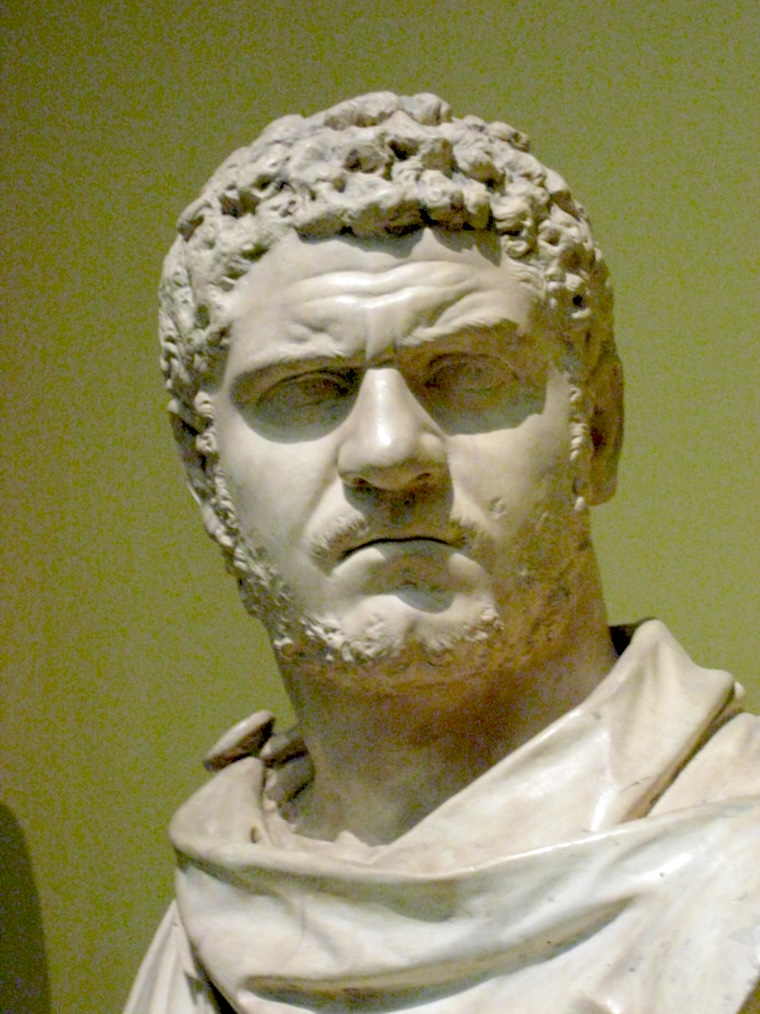
L'imperatore Caracalla, assieme al padre imperatore, usò l'accampamento di Balmakewan per tentare di conquistare tutta la Scozia.

L'accampamento era di 48 ettari. Sono stati riscoperti dall'archeologo St. Jones tre fossati laterali molto lunghi dotati di tre porte rispettivamente. Balmakewan era un accampamento di forma trapezoidale. Si trova in zona intensamente coltivata, per cui sono andati distrutti dall'aratro alcuni terrapieni interni. Altri accampamenti con caratteristiche simili (detti di tipo severiano) erano quelli di Normandykes e Raedykes vicino Aberdeen, e Kintore, Ythan Wells e Muiryfold sulla possibile Strada romana verso il Moray Firth. L'accampamento si trovava al centro della zona agricola più settentrionale della Scozia, che fu devastata in quegli anni da Caracalla (figlio di Settimio Severo) allo scopo di ridurre alla fame i Caledoni ed ottenerne almeno la pacificazione.